# Arctosa biseriata
Arctosa biseriata är en spindelart som beskrevs av Roewer 1960. Arctosa biseriata ingår i släktet Arctosa och familjen vargspindlar.
Artens utbredningsområde är Kongo. Inga underarter finns listade i Catalogue of Life.